# Oliveira de Fátima
Oliveira de Fátima é um município brasileiro do estado do Tocantins. Localiza-se a uma latitude 10º42'28" sul e a uma longitude 48º54'24" oeste, estando a uma altitude de 302 metros. Sua população estimada em 2014 era de 1 091 habitantes.
Possui uma área de 247,395 km². É o menor município do estado do Tocantins em número de habitantes. No entanto, se for considerada apenas a população urbana da sede municipal (excluindo-se a população dos povoados, dos distritos e da zona rural), a menor cidade do estado é Monte Santo do Tocantins. Já se for considerada toda a população urbana do município (incluindo-se a população dos povoados e dos distritos), o menor município do Tocantins é Chapada de Areia.